# Brasil Champions
De Brasil Champions is een golftoernooi in Brazilië en het maakt deel uit van de Web.com Tour. Het toernooi werd opgericht in 2013 en wordt sindsdien telkens gespeeld op de São Paulo Golf Club in São Paulo.
Hert is een strokeplay-toernooi dat gespeeld wordt over vier ronden en na de tweede ronde wordt de cut toegepast.

## Geschiedenis
In 2013 werd het toernooi opgericht als de Brasil Classic. De eerste editie werd gewonnen door de Chileen Benjamín Alvarado.
Sinds 2013 is HSBC de hoofdsponsor van dit toernooi.

## Winnaars
| Jaar             | Winnaar           | Score          | Score          | Info           |
| Brasil Classic   | Brasil Classic    | Brasil Classic | Brasil Classic | Brasil Classic |
| ---------------- | ----------------- | -------------- | -------------- | -------------- |
| 2013             | Benjamín Alvarado | 265            | –19            |                |
| Brasil Champions |                   |                |                |                |
| 2014             | Jon Curran        | 259            | –25            |                |

| Toernooirecord |  | po = winnaar na play-off |